# Roy Hibbert
Roy Denzil Hibbert (ur. 11 grudnia 1986 w Nowym Jorku) – amerykański koszykarz, pochodzenia jamajskiego, grający na pozycji środkowego, obecnie trener od rozwoju zawodników w klubie Philadelphia 76ers.
Hibbert jest absolwentem uniwersytetu Georgetown, gdzie grał w drużynie uczelnianej Georgetown Hoyas. Początkowo miał wziąć udział drafcie 2007, jednak pozostał na college. Rok później trafił do draftu NBA 2008, w którym został wybrany z numerem 17 przez Toronto Raptors, jednak szybko został oddany do Indiany. Uczestnik meczu gwiazd 2012 i 2014.
2 czerwca 2014 został wybrany do drugiej piątki defensorów sezonu 2013/14. Zajął też drugie miejsce w głosowaniu na obrońcę roku NBA.
9 lipca 2015 roku trafił w wyniku wymiany do zespołu Los Angeles Lakers, w zamian za przyszły wybór II rundy draftu NBA. 2 lutego 2017 został wymieniony do Milwaukee Bucks wraz ze Spencerem Hawesem, w zamiana za Milesa Plumlee oraz zobowiązania gotówkowe. 23 lutego 2017, zanim rozegrał jakiekolwiek spotkanie w barwach Bucks, został wysłany do Denver Nuggets w zamian za chroniony wybór II rundy draftu 2019.
18 lipca 2018 ogłosił zakończenie kariery zawodniczej.
9 sierpnia 2019 objął stanowisko trenera do spraw rozwoju zawodników w klubie Philadelphia 76ers.

## Osiągnięcia
Na podstawie, o ile nie zaznaczono inaczej.
NCAA
- Uczestnik rozgrywek:
  - Elite Eight turnieju NCAA (2007)
  - Sweet Sixteen turnieju NCAA (2006, 2007)
  - turnieju NCAA (2006–2008)
- Mistrz:
  - turnieju konferencji Big East (2007)
  - sezonu regularnego Big East(2007, 2008)
- Zaliczony do:
  - I składu:
    - konferencji Big East (2007, 2008)
    - turnieju konferencji Big East (2007, 2008)

  - II składu:
    - All-American (2008)
    - Big East (2006)

NBA
- Uczestnik meczu gwiazd NBA (2012, 2014)
- Zaliczony do II składu defensywnego NBA (2014)[13]

Reprezentacja
- Uczestnik igrzysk panamerykańskich (2007 – 5. m.)

## Statystyki

### NCAA
Na podstawie Sports-Reference.com (ang.)
| Sezon   | Drużyna    | M   | S5 | MPG  | FG%   | 3P%    | FT%   | RPG | APG | SPG | BPG | PPG  |
| ------- | ---------- | --- | -- | ---- | ----- | ------ | ----- | --- | --- | --- | --- | ---- |
| 2004/05 | Georgetown | 32  | –  | 15,8 | 46,9% | –      | 66,2% | 3,5 | 0,9 | 0,3 | 1,3 | 5,1  |
| 2005/06 | Georgetown | 33  | –  | 24,0 | 59,0% | –      | 72,3% | 6,9 | 1,3 | 0,2 | 1,6 | 11,6 |
| 2006/07 | Georgetown | 37  | –  | 26,4 | 67,1% | –      | 68,6% | 6,9 | 1,1 | 0,5 | 2,4 | 12,9 |
| 2007/08 | Georgetown | 34  | –  | 26,3 | 60,9% | 100,0% | 64,6% | 6,4 | 1,9 | 0,5 | 2,2 | 13,4 |
| Razem   |            | 136 | –  | 23,3 | 60,3% | 100,0% | 68,0% | 5,9 | 1,3 | 0,4 | 1,9 | 10,9 |

### NBA
Na podstawie Basketball-Reference.com (ang.)

#### Sezon regularny
| Sezon   | Drużyna     | M   | S5  | MPG  | FG%   | 3P%   | FT%   | RPG | APG | SPG | BPG | PPG  |
| ------- | ----------- | --- | --- | ---- | ----- | ----- | ----- | --- | --- | --- | --- | ---- |
| 2008/09 | Indiana     | 70  | 42  | 14,4 | 47,1% | –     | 66,7% | 3,5 | 0,7 | 0,3 | 1,1 | 7,1  |
| 2009/10 | Indiana     | 81  | 69  | 25,1 | 49,5% | 50,0% | 75,4% | 5,7 | 2,0 | 0,4 | 1,6 | 11,7 |
| 2010/11 | Indiana     | 81  | 80  | 27,7 | 46,1% | 0,0%  | 74,5% | 7,5 | 2,0 | 0,4 | 1,8 | 12,7 |
| 2011/12 | Indiana     | 65  | 65  | 29,8 | 49,7% | 0,0%  | 71,1% | 8,8 | 1,7 | 0,5 | 2,0 | 12,8 |
| 2012/13 | Indiana     | 79  | 79  | 28,7 | 44,8% | 25,0% | 74,1% | 8,3 | 1,4 | 0,5 | 2,6 | 11,9 |
| 2013/14 | Indiana     | 81  | 81  | 29,7 | 43,9% | 40,0% | 77,0% | 6,6 | 1,1 | 0,4 | 2,2 | 10,8 |
| 2014/15 | Indiana     | 76  | 76  | 25,3 | 44,6% | 0,0%  | 82,4% | 7,1 | 1,1 | 0,2 | 1,6 | 10,6 |
| 2015/16 | L.A. Lakers | 81  | 81  | 23,2 | 44,3% | 0,0%  | 80,7% | 4,9 | 1,2 | 0,4 | 1,4 | 5,9  |
| 2016/17 | Charlotte   | 42  | 13  | 16,0 | 54,2% | –     | 81,3% | 3,6 | 0,5 | 0,2 | 1,0 | 5,2  |
| 2016/17 | Denver      | 6   | 0   | 1,8  | 66,7% | –     | –     | 0,3 | 0,2 | 0,0 | 0,3 | 0,7  |
| Razem   |             | 662 | 586 | 24,8 | 46,5% | 25,0% | 75,5% | 6,3 | 1,3 | 0,4 | 1,7 | 10,0 |

#### Play-offy
| Sezon | Drużyna | M  | S5 | MPG  | FG%   | 3P%   | FT%   | RPG  | APG | SPG | BPG | PPG  |
| ----- | ------- | -- | -- | ---- | ----- | ----- | ----- | ---- | --- | --- | --- | ---- |
| 2011  | Indiana | 5  | 5  | 26,4 | 44,4% | –     | 70,6% | 6,8  | 0,6 | 0,4 | 1,8 | 10,4 |
| 2012  | Indiana | 11 | 11 | 30,9 | 50,0% | 100%  | 66,7% | 11,2 | 1,1 | 0,4 | 3,1 | 11,7 |
| 2013  | Indiana | 19 | 19 | 36,5 | 51,1% | –     | 80,6% | 9,9  | 1,4 | 0,2 | 1,9 | 17,0 |
| 2014  | Indiana | 19 | 19 | 28,5 | 44,9% | 0,0%  | 77,2% | 5,5  | 0,9 | 0,2 | 1,4 | 9,3  |
| Razem |         | 54 | 54 | 31,6 | 48,6% | 50,0% | 76,5% | 8,3  | 1,1 | 0,2 | 2,0 | 12,6 |